# Червінський привілей
Червінський привілей, виданий 23 липня 1422 року польській шляхті королем Владиславом ІІ Ягайлом на табірному сеймі у Червінську на Віслі в обмін на участь у війні з Тевтонським орденом.
Цей привілей гарантував:
- недоторканність власності без вироку суду;
- король не міг карбувати монети без згоди королівської ради;
- суди мали судити згідно з писаним правом;
- ніхто не міг одночасно бути старостою та земельним суддею (принцип incompatibilitas, пізніше розширений у положеннях Нешавських привілеїв, щоб включити посаду старости разом із посадою каштеляна та воєводи).